# Jamila Abdallah Taha al-Shanti
Jamila Abdallah Taha al-Shanti (àrab: جميلة عبد الله طه الشنطي, Jamīla ʿAbd Allāh Ṭaha ax-Xanṭī; Camp de Jabalia, 15 de març de 1955 - Gaza, 19 d'octubre de 2023) va ser una política palestina, membre de Hamàs i antic membre del Consell Legislatiu Palestí. Va ser assassinada en un atac israelià a Gaza el 19 d'octubre de 2023, durant la guerra entre Israel i Hamàs de 2023.

## Biografia
Tenia un doctorat en filologia anglesa.
Al-Shanti era membre de Hamàs i va ser la fundadora de l'organització de dones del grup. Va ser la dona de més edat entre els diputats de Hamàs elegits el 2006, i es va convertir en ministra el 2011. Va treballar com a professora a la Universitat Islàmica de Gaza, i va ser l'esposa (més tard vídua) del líder de Hamàs Abdel Aziz al-Rantissi.
El 2021, al-Shanti, que aleshores tenia 64 anys, va ser escollida membre de l'executiva política de Hamàs. Va ser la primera dona que va ocupar un càrrec d'aquesta importància dins de l'organització.

### Mort
El 19 d'octubre de 2023, al-Shanti va ser assassinada en un atac israelià a Gaza durant la guerra entre Israel i Gaza.